# Хлебно дрво
Хлебно дрво или хлебовац (лат. Artocarpus altilis) је врста цветног дрвета из породице дудова. Има око 60 врста хлебног дрвета. Пореклом је из јужног Пацифика, међутим раширило се и на делове Океаније. Данас се гаји у преко 90 земаља широм Азије. 
Хлебно дрво је врста из породица дуда и џекфрута (Artocarpus heterophyllus) (Moraceae) за коју се верује да је припитомљени потомак Artocarpus camansi пореклом из Нове Гвинеје, Малукуских острва и Филипина. У почетку се проширио на Океанију путем аустронезијске експанзије. Даље се проширио на друге тропске регионе света током колонијалне ере. Британски и француски морепловци увели су неколико полинезијских безсемених сорти на Карипска острва током касног 18. века. Данас се узгаја у око 90 земаља широм јужне и југоисточне Азије, Тихог океана, Кариба, Централне Америке и Африке. Његово име потиче од текстуре умерено зрелог воћа када се кува, сличног свеже печеном хлебу и има укус попут кромпира.
Дрвеће је широко засађено у тропским регионима, укључујући низије Централне Америке, северне Јужне Америке и Кариба. Поред тога што воће служи као основна храна у многим културама, лагано, чврсто дрво хлебног воћа коришћено је за подножје чамаца, бродове и куће у тропима.
Хлебно воће је блиско повезано са Artocarpus camansi (хлебни орах или хлебни плод са семеном) са Нове Гвинеје, Малуку острва и Филипина, Artocarpus blancoi (типоло или антиполо) на Филипинима, и Artocarpus mariannensis (дугдуг) који су понекад из Микронезије, сви од којих се називају „хлебним воћем”. Такође је блиско повезано са џекфрутом.

## Историја
Према студијама ДНК анализе, предак хлебног воћа са дивљим семеном је хлебни орах (Artocarpus camansi) који је пореклом из Нове Гвинеје, Малукуских острва и Филипина. Била је то једна од биљака кануа коју су аустронезијски путници проширили пре око 3000 година у Микронезију, Меланезију и Полинезију, где није била аутохтона.
A. camansi је доместиковано и селективно узгајан у Полинезији, из чега је настала углавном бесемена врста Artocarpus altilis. Микронезијски хлебни плод такође показује доказе о хибридизацији са аутохтоним Artocarpus mariannensis, док већина полинезијских и меланезијских сорти није тако модификована. Ово указује да је Микронезија првобитно била колонизована одвојено од Полинезије и Меланезије кроз два различита миграциона догађаја који су касније дошли у контакт један са другим у источној Микронезији.
Сер Џозеф Бенкс и други су увидели вредност хлебног воћа као веома продуктивне хране 1769. године, када су били стационирани на Тахитију као део експедиције бродом Ендевор којом је командовао капетан Џејмс Кук. Потрага за јефтиним, високоенергетским изворима хране за робове у британским колонијама из касног 18. века навела је колонијалне администраторе и власнике плантажа да позову да се биљка пренесе на Карибе. Као председник Краљевског друштва, Банкс је обезбедио новчану награду и златну медаљу за успех у овом подухвату и успешно је лобирао код својих пријатеља у влади и Адмиралитету за експедицију британске морнарице. Године 1787, Вилијам Блај је именован за команданта ХМС Баунти, и наређено му је да се отплови до јужног Пацифика ради сакупљања биљака; ово путовање је прекинула побуна, а биљке никада нису стигле. Године 1791, Блај је командовао другом експедицијом са бродовима Провиденција и Асистант, која је сакупила бесемене биљке хлебног воћа на Тахитију и транспортовала их на Свету Јелену на Атлантику и Сент Винсент и Јамајку у Западној Индији. Иако је Блај освојио медаљу Краљевског друштва за своје напоре, увођење није било сасвим успешно, пошто је већина робова одбила да једе нову храну.

## Изглед
Ова биљка је једнодома, има и мушке и женске цветове на истом дрвету. Мушки цветови брже израсту од женских. Може да нарасте од 12 до 18 метара. Листови ове биљке су налик на листове смокве. Годишње, може да израсте од 400 до 800 плодова на једном дрвету. Плодови су зеленожути, имају јајаст облик, имају храпаву површину, око 16 центиметара дугачки и 13 центиметара широки. Умеју да буду тешки и до једног килограма.. Меснати део воћа је беле боје, слаткастог укуса.

## Нутритивне вредности
Хлебно дрво садржи 71% воде, 27% угљених хидрата, 1% протеина. Богат је и витамином Ц, тиамином као и калијумом.

## Употреба
Ова намирница јесте основна храна у тропским подручјима. Ретко када се једе сирова, тако да се чешће пржи, кува или пече. Пошто је богата скробом, укус подсећа на кромпир или печен хлеб. Неретко се овај плод конзервира у јаме које се прекривају лишћем и на тај начин ова намирница може да се чува око годину дана па и више. Хлебно дрво које је претходно било конзервирано може служити као сос за многа јела.

### Храна
Хлебно воће је основна храна у многим тропским регионима. Већина сорти хлебног воћа даје плодове током целе године. Зрело и незрело воће се користи у кулинарству; незрео хлебни плод се кува пре конзумирања. Пре јела, воће се пече, динста, пржи или кува. Када се кува, укус умерено зрелог хлебног воћа описује се као кромпир или сличан свеже печеном хлебу.
Једно дрво хлебног воћа може да произведе 200 kg (450 lb) сваке сезоне. Пошто дрвеће хлебног воћа обично даје велике усеве у одређено доба године, очување убраних плодова је проблем. Једна традиционална техника чувања је да се огуљени и опрани плодови закопају у јаму обложену листовима где се ферментирају током неколико недеља и производе киселу, лепљиву пасту. Тако ускладиштен, производ може издржати годину дана или више, а за неке јаме се наводи да су произвеле садржај јестив више од 20 година касније. Ферментисана каша од хлебног воћа има много имена као што су махр, ма, масив, фуро и бвиру, између осталих.

#### Југоисточна Азија и Пацифичка острва
Бесемени плод хлебног дрвета може се наћи у Брунеју, Индонезији и Малезији, где се зове сукун. Обично се праве у фритуле и једу као грицкалице. Уштипци од хлебног воћа се продају као локална улична храна.
На Филипинима, хлебни плод је познат као римас на тагалогу и kolo на визајским језицима. Такође се зове kamansi (што може да се пише као camansi), заједно са блиско повезаним Artocarpus camansi, и ендемским Artocarpus blancoi (tipolo или antipolo). Све три врсте, као и блиско сродни џекфрут, обично се користе на исти начин у сланим јелима. Незрели плодови се најчешће једу као ginataang rimas (кувани са кокосовим млеком).